# Torrente Varrone
El Varrone (en italiano) o Varron (en lombardo) es un torrente de Italia, que discurre íntegramente por la provincia de Lecco de Lombardía. Es un corto río de montaña que tiene una longitud de 20,9 kilómetros.
Nace en el término municipal de Introbio, en la sierra de Pizzo Varrone que marca el límite con la vecina provincia de Sondrio. Posteriormente forma uno de los principales valles de la zona. El curso del río recorre los municipios de Premana, Pagnona, Casargo, Valvarrone, Bellano y Dervio. Desemboca en el lago de Como en Dervio, localidad que está construida sobre el delta fluvial del torrente.
Entre las obras de ingeniería realizadas sobre el torrente destaca la acometida en 1908 por el Lake Como Golf Club, que hizo que su curso bajo se convirtiera en un canal rectilíneo. Cuenta también con un pequeño embalse en el límite de los términos municipales de Premana y Casargo, que lleva el nombre del vecino pueblo de Pagnona.